# I Think I’m Okay
I Think I’m Okay (stilisiert als I Think I’m OKAY) ist ein Lied der US-amerikanischen Rappers Machine Gun Kelly. Der Song wurde am 7. Juni 2019 als dritte Single aus seinem vierten Studioalbum Hotel Diablo ausgekoppelt.

## Hintergrund und Entstehung
Während Machine Gun Kelly bisher eher als Rapper in Erscheinung trat, nahm er mit I Think I’m Okay erstmals ein Pop-Punk-Lied auf. Als Gastmusiker treten der britische Sänger Yungblud und der Schlagzeuger Travis Barker auf. Neben diesen drei Musikern traten Rory Andrew, Brandon Allen, BazeXX, Nicholas Long und Naomi Wild als Autoren auf. Einer der Produzenten spielte Kelly ein Riff vor, aus dem beide ein Instrumental machten. Kurze Zeit später spielte Kelly Travis Barker das Lied vor und meinte zu ihm, dass er nicht wüsste, wie er das Lied arrangieren sollte und wie das Schlagzeug dazu klingen sollte. Mit Barkers Hilfe wurde das Lied fertig gestellt.
Barker schlug auch vor, Yungblud als Gastsänger mit ins Boot zu holen. Machine Gun Kelly erinnerte sich, dass er von Yungblud in seinem Studio besucht wurde. Kelly sagte zu Yungblud, dass er in 15 Minuten zu Travis Barkers Haus fahren müsste, da eine gemeinsame Jamsession geplant war. Yungblud ging in Kellys Studio und sang seinen Part aus dem Stegreif innerhalb von zehn Minuten ein. Eine halbe Stunde später erhielt Yungblud einen Anruf von Kelly, der ihm erzählte, dass Travis Barker gerade das Schlagzeug für das Lied einspielen würde. Laut Travis Braker war das Lied I Think I’m Okay der Ausgangspunkt für Machine Gun Kellys folgendes Studioalbum Tickets to My Downfall, bei dem er stilistisch komplett zum Pop-Punk wechselte.
Machine Gun Kelly singt die erste Strophe, Yungblud die zweite Strophe. Die Refrains werden von beiden Sängern gesungen. Der Text handelt vom Versagen beider als Menschen durch ihren von Alkohol und Drogen geprägten Lebensstil. Darüber hinaus berichtet Machine Gun Kelly über das Leben in Los Angeles sowie seine Erfahrungen bei den Aufnahmen des Albums Hotel Diablo. Nach eigener Aussage könnte Kelly von 75 Prozent der Menschen, die während der Aufnahmen im Studio waren, nicht sagen, wie sie heißen.
Das Musikvideo wurde am 14. Juni 2019 veröffentlicht. Die drei Musiker spielen das Lied in einem Hinterhof und sind von zahlreichen Fans umgeben. Regie führte Andrew Sandler. Die Sängerinnen Noah Cyrus und Halsey haben Cameo-Auftritte im Video.

## Auszeichnungen
Das Lied wurde bei den Billboard Music Awards 2020 in der Kategorie Top Rock Song nominiert. Der Preis ging jedoch an die Band Panic! at the Disco für ihr Lied Hey Look Ma, I Made It.

## Kommerzieller Erfolg

### Chartplatzierungen
| ChartsChartplatzierungen            | Höchstplatzierung | Wochen |
| ----------------------------------- | ----------------- | ------ |
| Vereinigte Staaten (Billboard Rock) | 3 (31 Wo.)        | 31     |
| Vereinigtes Königreich (OCC)        | 90 (3 Wo.)        | 3      |

### Auszeichnungen für Musikverkäufe
| Land/Region                  | Auszeichnungen für Musikverkäufe (Land/Region, Auszeichnung, Verkäufe) | Verkäufe  |
| ---------------------------- | ---------------------------------------------------------------------- | --------- |
| Australien (ARIA)            | Platin                                                                 | 70.000    |
| Brasilien (PMB)              | Platin                                                                 | 40.000    |
| Finnland (IFPI)              | Platin                                                                 | 40.000    |
| Italien (FIMI)               | Gold                                                                   | 50.000    |
| Kanada (MC)                  | 3× Platin                                                              | 240.000   |
| Vereinigte Staaten (RIAA)    | 2× Platin                                                              | 2.000.000 |
| Vereinigtes Königreich (BPI) | Platin                                                                 | 600.000   |
| Insgesamt                    | 1× Gold · 9× Platin ·                                                  | 3.040.000 |

## Coverversion
Der YouTuber Alex Melton veröffentlichte im Februar 2021 ein Video, in dem er das Lied im Stil von elf verschiedenen Pop-Punk-Bands nachspielte. Zu den ausgewählten Bands gehören Real Friends, Blink-182, State Champs, Angels & Airwaves, Mayday Parade, Four Year Strong, The Wonder Years, The Dangerous Summer, New Found Glory, The Starting Line und Taking Back Sunday.